# Alma provinciana
Alma provinciana es una película silente colombiana de 1926, dirigida por Félix Joaquín Rodríguez, abogado, pintor y poeta de origen santandereano. Fue producida por Felixmark films. Se rodó en escenarios naturales de Boyacá y Bogotá, y contó con la participación de jóvenes amantes del arte nacional. 
El tema a tratar es un paralelo social objetivo de las costumbres de las provincias y de la ciudad. Alma provinciana no es una apología de las duras condiciones de las diferencias sociales. Lo que hace es profundizar en la Colombia de la época, insertando a sus personajes en un espacio social en el que la jerarquización determina los roles de subordinación al poder económico. También busca representar la cotidianidad en los dos espacios que presenta, tanto en el campo como en la ciudad, a través de dos historias de amor imposible, manteniendo fidelidad con la realidad del ambiente. 
Actualmente el material se encuentra en la Fundación patrimonio fílmico colombiano, restaurado, sonorizado y disponible al público.

## Sinopsis
Don Julián es un hacendado que tiene dos hijos que estudian en la ciudad. Durante las vacaciones, su hija María va de visita a la finca. Juan Antonio, el mayordomo, le declara su amor y ella le corresponde. Los dos jóvenes inician un romance a escondidas de Julián, quien tiempo después los descubre e intenta matar a Juan Antonio. Debido a este incidente, Juan Antonio decide irse lejos. En la ciudad, Gerardo, hijo de Julián, conoce y se enamora de Rosa, una joven obrera hija de un zapatero. Tras un tiempo de romance entre los dos, invitan al matrimonio. A Julián le llega una carta informándole la situación. Enfurecido, se va a la ciudad a impedir la boda. Al llegar allá, le prohíbe a Rosa que se case con su hijo. Finalmente accede al matrimonio de la joven pareja. En la finca, María y Juan Antonio se vuelven a ver, y Julián acepta esta relación.

## Intérpretes
- Maga Dalla
- Ali Bonel
- Elisa Loebel
- Rosa Loebel
- Carlos Brando
- Ramón Vesga
- Juan Antonio Vanegas
- César Philips
- Alberto Galvis
- Camilo Daza

## Realización
Es muy poco lo que se conoce sobre los pormenores de esta producción, salvo que los amigos de Rodríguez colaboraron solidariamente con los medios que estaban a su alcance para la terminación del proyecto. La película se divide en dos actos: el primero titulado "La Vida en Provincia", se subdivide en seis partes, y muestra las distintas labores del campo de manera informativa, lo cotidiano de la vida en provincia, la vida del joven mayordomo y su amor por María, sin intención de mostrar diferencias entre las regiones y sus características, conservando la universalidad del acto al mantener anónima la provincia en la que ocurre el relato. El segundo acto, "Vida y Milagros del Estudiante en Bogotá", se subdivide en cinco partes, y hace alusión a la vida en la ciudad, la vida de Gerardo y sus anécdotas con amigos, y el modo de vida de la juventud universitaria. Por otro lado está la realidad de Rosa, una joven que debe trabajar para mantener a su familia, y cómo estos dos mundos distintos (el de Gerardo y Rosa) se unen por amor. 
Las costumbres del campo y la ciudad en Alma Provinciana son presentadas sin calificativos desventajosos. Solo buscan mostrar por lo que una pareja enamorada y de diferentes clases sociales debe pasar para ser feliz.   

## Datos adicionales
Este filme es el más completo que se conserva de todo el cine silente colombiano, debido a que la viuda de Rodríguez, guardó durante 50 años los rollos originales de la única copia del filme, que más tarde fueron donados al patrimonio fílmico colombiano. Las otras dos películas de gran trascendencia en el cine colombiano de la década de los veinte son Garras de oro, de la que solo sobreviven 56 minutos y Bajo el cielo antioqueño. 
Esta película fue restaurada y preservada en los laboratorios de Filmoteca de la UNAM (México) y Fundación Cinemateca Nacional (Venezuela), con el apoyo de los ministerios de cultura y comunicaciones (Colombia), Agencia Española de Cooperación Internacional – AECI y la Federación Internacional de Archivos Fílmicos FIAF.

## Director: Félix Joaquín Rodríguez
Félix Joaquín Rodríguez creció en Santander. Sin terminar el bachillerato emprendió un viaje junto a su hermano, por todo Estados Unidos, atraído por el cine.A sus 28 años, dirigió, hizo cámara, diseño y construyó escenografías, iluminó e incluso reveló su película. Obsesionado por el realismo insistió en que sus sets fueran escenarios naturales, rechazando lo artificial. Los interiores los rodó en casas de amigos. Sus actores fueron amigos o conocidos, gente del común.  La cinta se estrenó en el teatro Faenza el 13 de febrero de 1926 y ganó un concurso de películas comerciales, fue todo un éxito. En 1931, Félix Joaquín Rodríguez falleció.